# Мито Дисов
Мито Симеонов Дисов е роден на 1 май 1920 година в село Боровци, Берковско. Възпитаник е на Берковската смесена гимназия. Служи като летец-изтребител в гр. Карлово, летище „Марино поле“, с командир полковник Вълков.

## Бойни действия над България
На 13 декември 1942 г. България обявява война на САЩ и Англия. На 1 август 1943 г. летящите крепости са над София. Остров Сицилия е в ръцете на американско-английските войски, а България вече изпитва наказателните мерки по въздух.
Още след първия бой се преценява, че ще е по-добре самолетите да са по-близо до София и част от трети орляк на VI авиополк се прехвърля в Божурище. В него е и поручик Дисов. Променена е и тактиката – не само влизане в бой срещу идващите англо-американски самолети, но и атакуване поединично на връщащите се от Плоещ бомбардировачи.

## Въздушен бой и смърт
На 24 ноември 1943 г. във въздушен бой над София на 7 километра височина българският изтребител „Месершмит 109 – Густав“ с летец Мито Дисов пада край водите на река Искър, след като е отсякъл с крилото опашката на самолет – „летяща крепост“.

## Погребение
Иван Давидков описва картината: „Бяха се събрали хора от цялото поречие. Държаха свещи и пламъчетата стояха прави, като нарисувани във въздуха, защото нямаше никакъв полъх... Какво беше събрало тук, в часа на свечеряването, толкова много хора? Дали преклонението пред подвига на тоя 23-годишен момък, дали любопитството, че за първи път присъстват на такава процесия, когато погребват изгорял човек, или ги събираше съжалението към неговия баща – инвалид от Европейската война, когото всички познаваха и тачеха? ...“
До главния вход на храма „Св. Троица“ е гробът му. На надгробния паметник от черен мрамор има надпис: „Поручик Мито Симеонов Дисов – летец-изтребител, загинал във въздушен бой. 1.V.1920 г. – 24.XI.1943 г.“